# Chrysoperla chusanina
Chrysoperla chusanina är en insektsart som först beskrevs av Luisa Eugenia Navas 1933.  Chrysoperla chusanina ingår i släktet Chrysoperla och familjen guldögonsländor. Inga underarter finns listade i Catalogue of Life.